# Taxi (Fernsehserie)
Taxi ist eine US-amerikanische Sitcom der John Charles Walters Company und von Paramount Television. Sie wurde zunächst von 1978 bis 1982 von ABC gesendet, bevor sie dann von 1982 bis 1983 bei NBC gezeigt wurde. In Deutschland zeigte das ZDF ab 1980 die Serie, später wurde sie dann auf Kabel eins wiederholt.

## Handlung
Die Fernsehserie handelt von der New Yorker Firma Sunshine Cab Company und ihren Taxifahrern. Der griesgrämige Chef Louie De Palma ist ein Geizhals, der seine Angestellten ständig kontrollieren will. Oft besteht das Personal aus Teilzeitjobbern, welche dort ihr Einkommen aufbessern.

## Synchronisation
| Schauspieler      | Rolle                 | Synchronsprecher  | Synchronsprecher     |
| Schauspieler      | Rolle                 | ZDF (1980)        | Sat.1 (1993)         |
| ----------------- | --------------------- | ----------------- | -------------------- |
| Judd Hirsch       | Alex Reiger           | Michael Cramer    | Roland Hemmo         |
| Jeff Conaway      | Bobby Wheeler         | Peter Ehret       | Florian Halm         |
| Danny DeVito      | Louie De Palma        | Fred Maire        | Michael Habeck       |
| Marilu Henner     | Elaine O’Connor-Nardo | Marion Hartmann   | Sibylle Nicolai      |
| Tony Danza        | Tony Banta            | Heiner Lauterbach | Jan Odle             |
| Randall Carver    | John Burns            | Ulf-Jürgen Wagner | Christian Weygand    |
| Andy Kaufmann     | Latka Gravas          | Mogens von Gadow  | Kai Taschner         |
| Christopher Lloyd | Jim Ignatowski        | Peter Thom        | Joscha Fischer-Antze |

## Auszeichnungen (Auswahl)
Die Serie konnte während ihrer Laufzeit viele Emmys und Golden Globe Awards gewinnen, darunter die der besten Comedyserie.

### Emmys
- 1979–1981 als beste Comedyserie
- 1981–1983 drei Auszeichnungen für Judd Hirsch und Carol Kane als Hauptdarsteller/Comedy
- 1981–1983 vier Auszeichnungen für Danny DeVito, Carol Kane und Christopher Lloyd als beste Nebendarsteller/ Comedy

### Golden Globe Awards
- Beste TV-Serie/Comedy (1979–1981)
- Bester TV-Nebendarsteller Danny DeVito (1980)

## DVD-Veröffentlichung
Vereinigte Staaten
- Staffel 1 erschien am 12. Oktober 2004
- Staffel 2 erschien am 1. Februar 2005
- Staffel 3 erschien am 13. September 2005
- Staffel 4 erschien am 22. September 2009
- Staffel 5 erschien am 22. Dezember 2009

Großbritannien
- Staffel 1 erschien am 28. April 2008
- Staffel 2 erschien am 9. Februar 2009

Deutschland
- Staffel 1 erschien am 7. November 2013
- Staffel 2 erschien am 6. Februar 2014
- Staffel 3 erschien am 8. Mai 2014
- Staffel 4 erschien am 7. August 2014
- Staffel 5 erschien am 5. November 2015